# Hymedesmia gaussiana
Hymedesmia gaussiana är en svampdjursart som beskrevs av Jörn Hentschel 1914. Hymedesmia gaussiana ingår i släktet Hymedesmia och familjen Hymedesmiidae. Inga underarter finns listade i Catalogue of Life.